# Jeffersonville (Indiana)
Jeffersonville è una città degli Stati Uniti d'America, capoluogo della Contea di Clark, nello Stato dell'Indiana.
La popolazione era di 44.953 abitanti nel censimento del 2010.